# 布雷特·湯普森
布雷特·湯普森（英語：Brett Thompson；1990年8月17日—）是一位美國橄欖球運動員。他是美國國家橄欖球隊的一員，代表美國參加了2015年世界盃橄欖球賽及2020年夏季奥林匹克运动会七人制橄榄球比赛。